# Segura (folyó)
A Segura (latin nevén: Thader) Délkelet-Spanyolország egyik jelentős folyója. Hosszúsága 325 km.

## Leírás
Forrása a Segura-hegységben található, közigazgatásilag Jaén tartomány Santiago-Pontones községéhez tartozik. Egy karsztos típusú barlangban ered a tenger szintje felett 1413 méter magasságban, ahonnan az évszaktól függően csak lassan csordogál vagy erőteljesen ömlik a víz. Egy „legenda” szerint a víz annyira tiszta és átlátszó itt, hogy egyszer, amikor két szomjas ökör víz után kutatott, és rábukkant a barlangra, az átlátszó vízen át meglátták annak fenekét, és egészen a fenékig gyalogoltak, mígnem belefulladtak a vízbe.
Kezdeti szakaszán egy keskeny, mély völgyben halad, miközben magába gyűjti több patak, például a Tus, a Madera és a Zumeta vizét. Ezen a szakaszon két víztározót alakítottak ki egyrészt áramtermelés, másrészt vízhozamszabályozás céljából: a Cenajót és a Fuensantát. Középső folyása többek között Calasparra és Cieza községekhez tartozik, és itt található a védett természeti érték, az Almadenes-kanyon. Ezen a szakaszon a folyót keskeny, igen termékeny talajú síkság veszi körül, mintegy 200 méteres tengerszint feletti magasságban. Itt legfontosabb mellékfolyója a Mundo, továbbiak a Moratalla, a Quípar és az Argos. Innentől kezdve a síkság egyre szélesedik és alacsonyodik, a folyó egyre kanyargósabbá válik. Mire eléri Murcia városát, vízhozama már általában lecsökken (mert addigra sokat felhasználnak belőle), viszont telente akár nagyobb árvizeket is okozhat. Ezen a környéken ömlik bele a Guadalentín és a Mula. Végül a Segura Alicante tartományban, Guardamar del Seguránál ömlik a Földközi-tengerbe, a parti dűnesávot két részre osztva. A dűnék miatt itt mesterségesen kialakított mederben folyik.
Partvidékén fűzes, nádas és gyékényes területek húzódnak, és ahol nem mezőgazdasági és nem lakott területek veszik körül, ott a parttól kissé távolabb a vadrózsák és a szilek gyakoriak, de megjelennek a fehér nyárak, a szedrek és a tamariskák. A vízben vidrák, angolnafélék, márnák és pisztrángok élnek, a partvidéken pedig gyakoriak a különféle sasok, baglyok, jégmadarak, fümemülék, vízirigók és billegetők, valamint denevérek és teknősök.
A folyó felső szakaszán lehetőség van vadvízi evezésre is.

## Környezeti problémák
Az 1990-es évektől a Segura hírhedtté vált szennyezettségéről: egész Európa egyik legszennyezettebb folyójának tartották, és gyakori látvány volt, hogy Murciában hab és döglött halak úsztak a víz felszínén. Mindezt egyrészt sok település tisztítatlan vagy csak nagyon kis arányban tisztított háztartási szennyvize és néhány ipari üzem okozta (például a murciai és lorcai bőrgyárak), másrészt a rendkívül változó vízjárás: a néha szinte kiszáradó folyó időnként megárad, és nagy területekről gyűjti magába a szemetet és egyéb szennyező anyagokat, például bemossa magába a mezőgazdasági területeken használt kártevőirtókat és műtrágyákat. Az Elchei Egyetem egyik kutatása szerint a víz a torkolat közelében 250-szer annyi szerves anyagot tartalmazott, mint amennyit a vízügyi törvény megengedett volna. A 2020-as évekre több intézkedésnek köszönhetően a folyó vízminősége javult.
2016. április 20-án a Segura vize Orihuela városában egészen vörös színűre változott. A vizsgálatok szerint ennek oka egy festékanyag volt, amelyet valószínűleg szándékosan juttathattak a vízbe. Egy más alkalommal a torkolathoz közeli San Antonio-víztározóban változott vörössé a víz: ezúttal azt mutatták ki, hogy ezt egy, a Plagioselmis nembe tartozó alga okozta.

## Képek

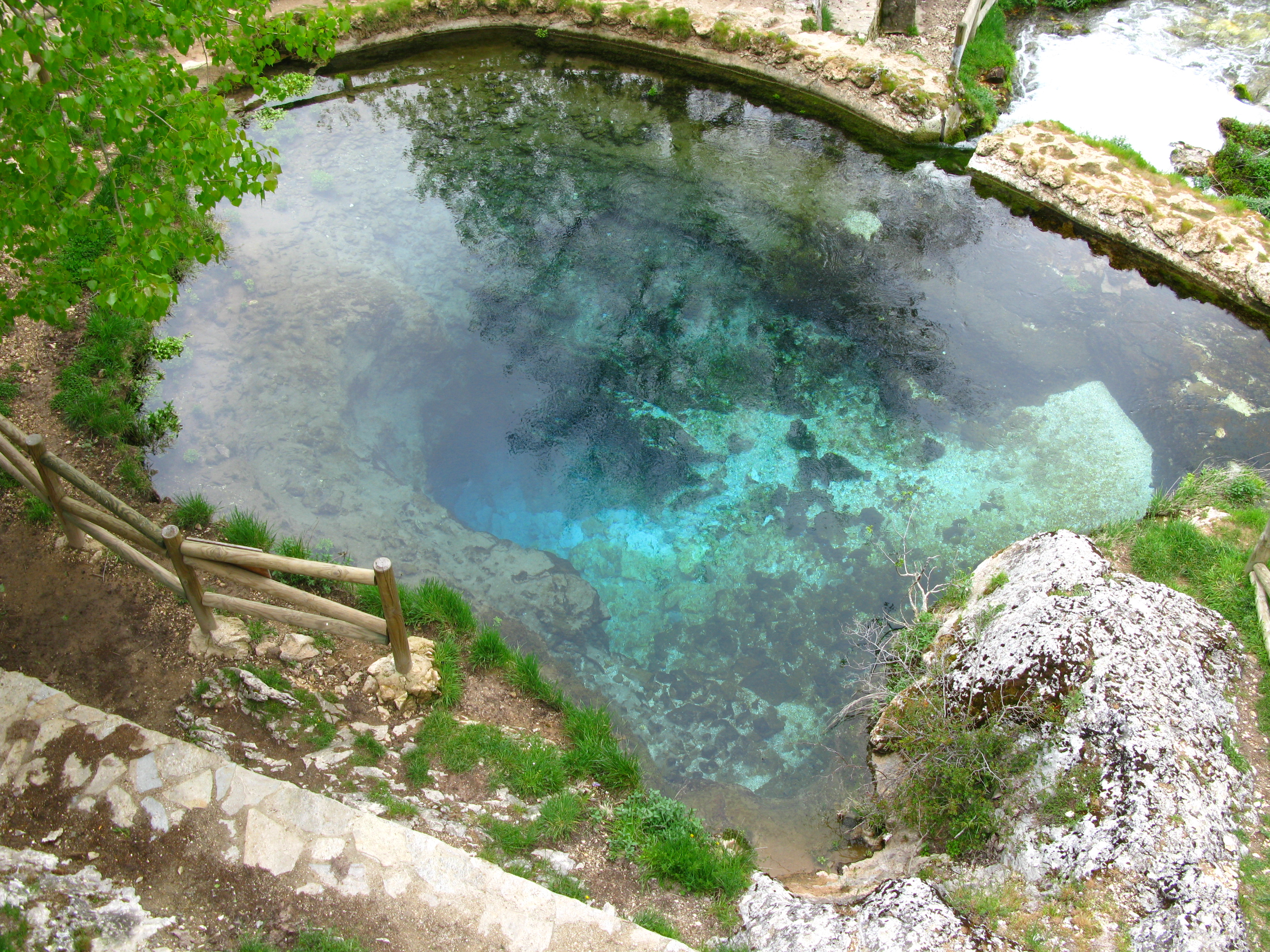
A folyó forrása
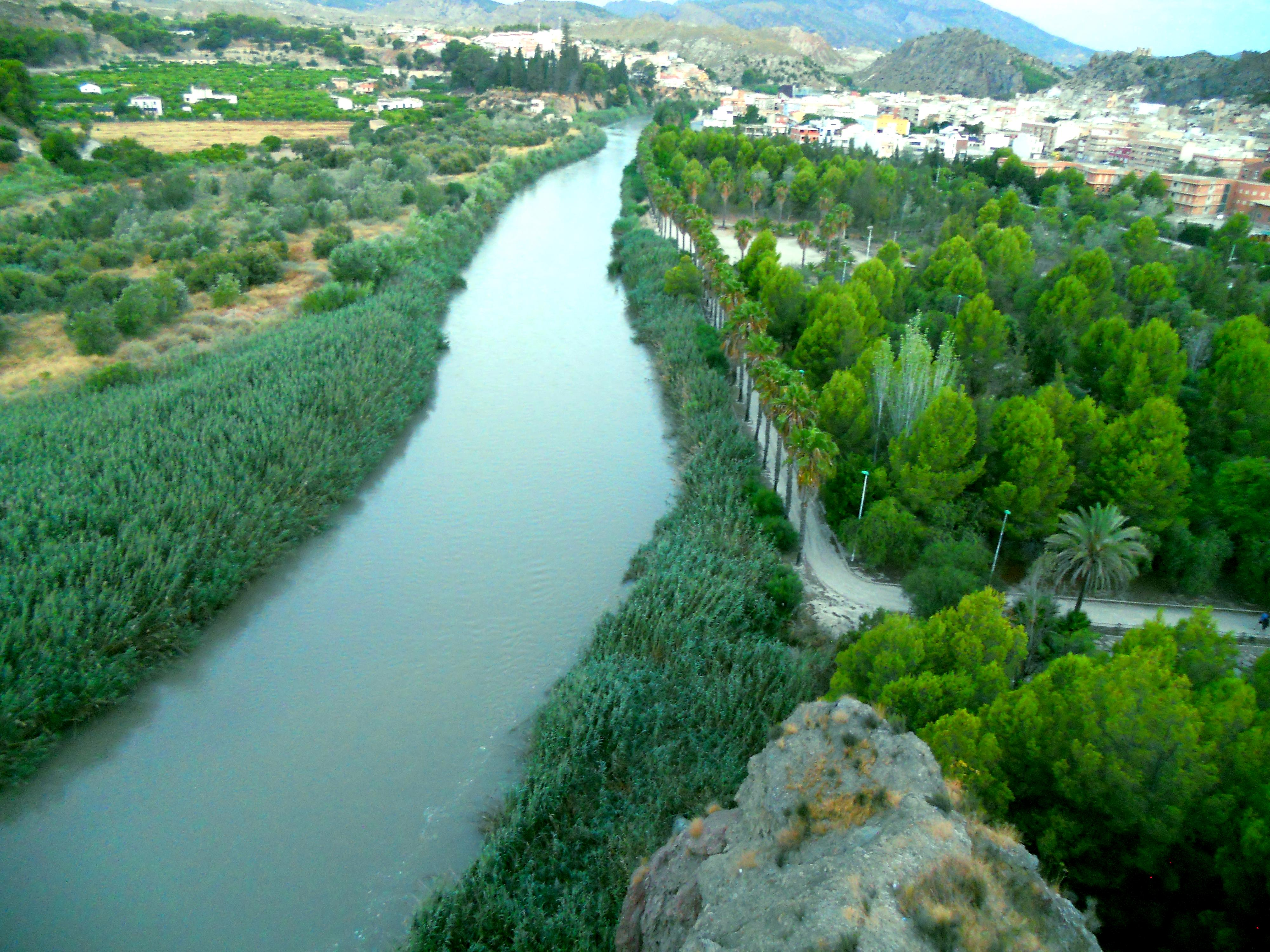
A Segura Blancánál
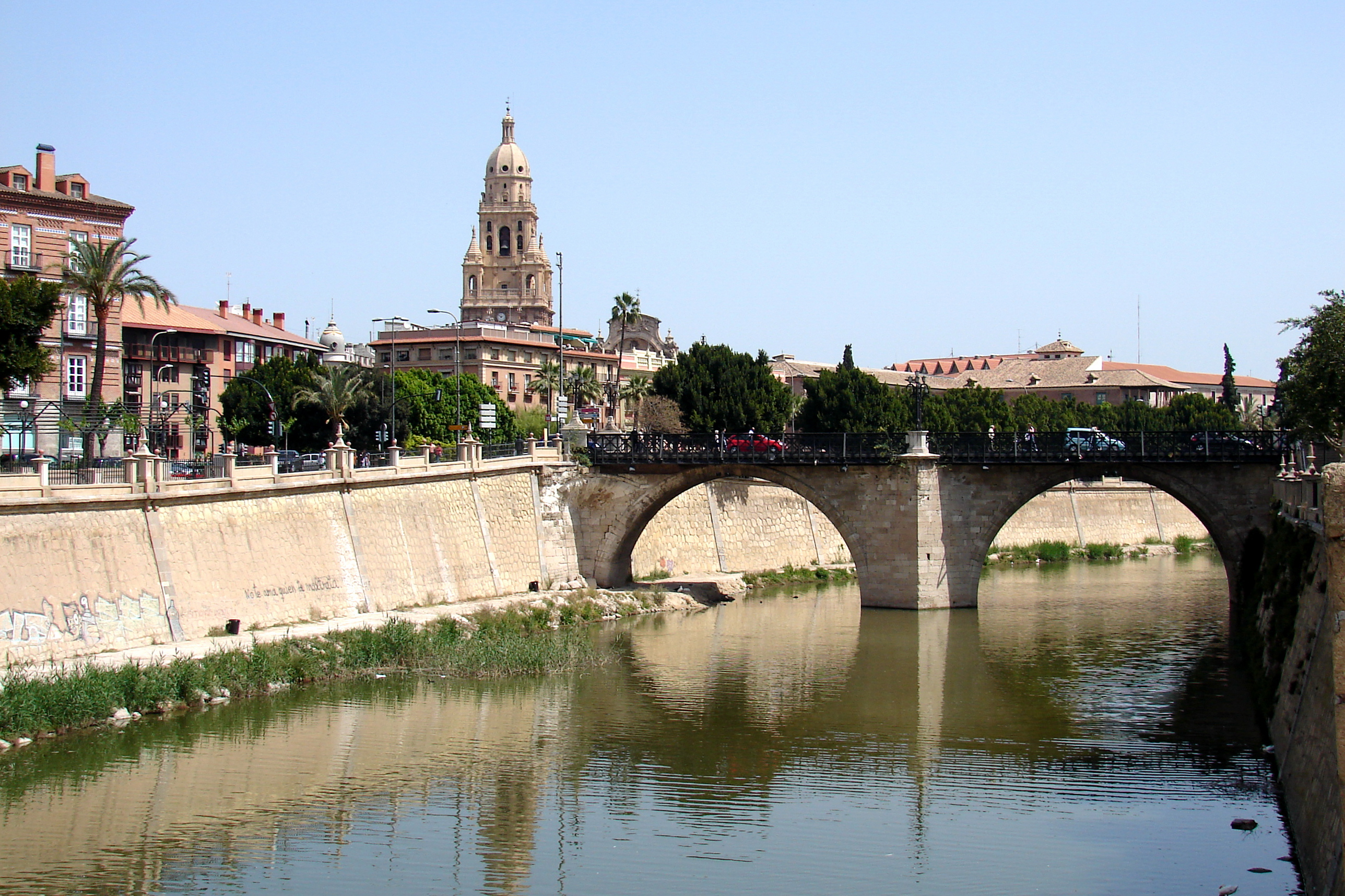
A murciai Veszélyek hídja
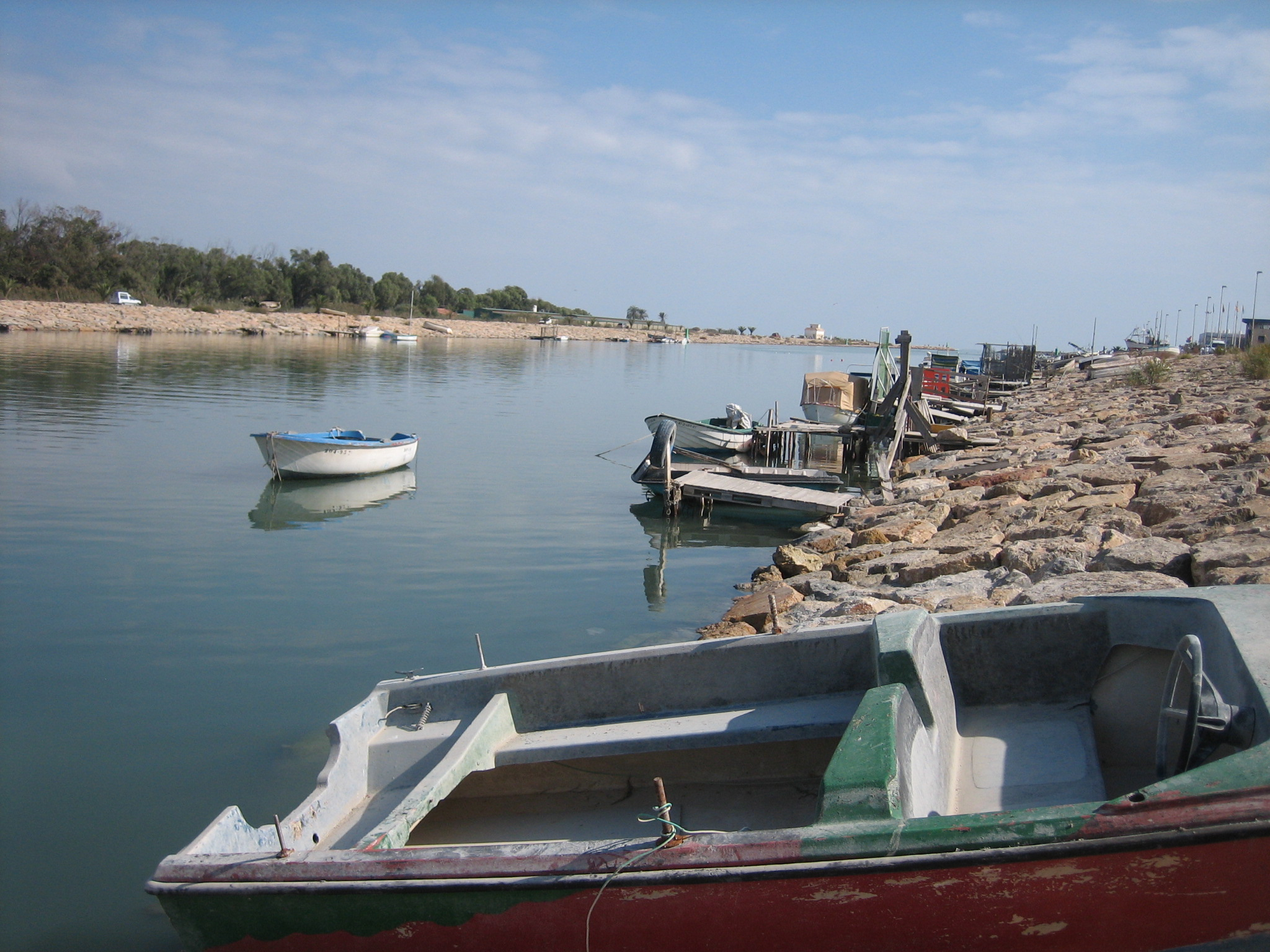
A torkolat közelében